# Здорик Олег Олександрович
Олег Олександрович Здорик (нар. 27 липня 1979 у Києві) — український поет, член НСПУ (з 2001)

## До життєпису
Закінчив Інститут філології (2004, з відзнакою) та аспірантуру Київського національного університету вмені Тараса Шевченка (2008). Був стипендіатом Київського міського голови для обдарованої молоді.
Працював літературним редактором в редакції газет «Дзеркало тижня» (2006) та «Молодь України» (2008–2009).

## Творчість
Автор поетичних збірок:
- «Аби лиш встиг…» (1998),
- «Світла молекула» (2007),
- «Передчуття» (2019).

Автор публікацій у періодиці.